# Histoire de Miami
Cet article concerne l'histoire de la ville de Miami en Floride, aux États-Unis.

## Époque précolombienne
« Miami » vient d'un mot amérindien qui signifie « eau douce ». Une tribu de Floride s’appelait Mayaimi, à ne pas confondre avec la tribu des Miamis qui vivait dans l’actuel État de l’Ohio. À la fin du XIXe siècle, lorsque la ville fut construite, il fut un temps question de l’appeler « Flagler », du nom du magnat du chemin de fer Henry Morrison Flagler.
Les premières traces de peuplement datent d'il y a environ 10 000 ans. Après la dernière ère glaciaire, la région de Miami est couverte de forêts dans lesquelles les Amérindiens peuvent chasser le cerf et le gibier à plumes. Les premiers habitants s’établissent principalement sur la rive nord de la Miami River. Ils forment des villages et fabriquent des armes et des outils à partir des coquillages.
Les Amérindiens Tequesta sont les habitants de la région à l'époque de l'arrivée des Espagnols : ils contrôlaient les comtés actuels de Miami-Dade, de Broward et de Palm Beach. Ils pratiquent la chasse, la cueillette de fruits, de racines et de plantes, mais ne connaissent pas l'agriculture. Leurs rites funéraires sont particuliers : ils enterrent les petits os des défunts et gardent les plus grands dans leur village. Les archéologues estiment que les Tequesta sont à l'origine du Miami Circle, un site archéologique qui se trouve dans le centre-ville et composé d'un cercle parfait de 24 trous ou de bassins creusés dans la roche, qui serait vieux de 1 700 à 2 000 ans. Son authenticité a été néanmoins remise en cause par certains spécialistes et de multiples théories circulent à son sujet.

## Premiers établissements espagnols
Juan Ponce de León, un conquistador espagnol, est le premier Européen à avoir visité la Floride. Il découvre la baie de Biscayne en 1513 et écrit dans le journal de bord qu'il a atteint Chequescha : il s'agit du premier nom enregistré de Miami. On ignore s'il a organisé une expédition à terre. Pedro Menéndez de Avilés et ses hommes sont généralement considérés comme les premiers Européens à accoster à Miami. Ils visitent un village des Tequesta en 1556 et sont à la recherche du fils de Menéndez qui avait fait naufrage un an plus tôt. Leur arrivée a des conséquences sur la vie des Amérindiens : les maladies, parmi lesquelles la variole, et les guerres contre les autres tribus amérindiennes (notamment les Creekss) affectent les Tequesta, qui disparaissent totalement 250 ans plus tard. Une mission jésuite est construite dès 1557 par des soldats espagnols menés par le père Francisco Villiareal, à l’embouchure de la Miami River, mais celle-ci fut rapidement abandonnée, tout comme le fort et l’église aménagés en 1743.

## Autres colonisations (1750-1850)

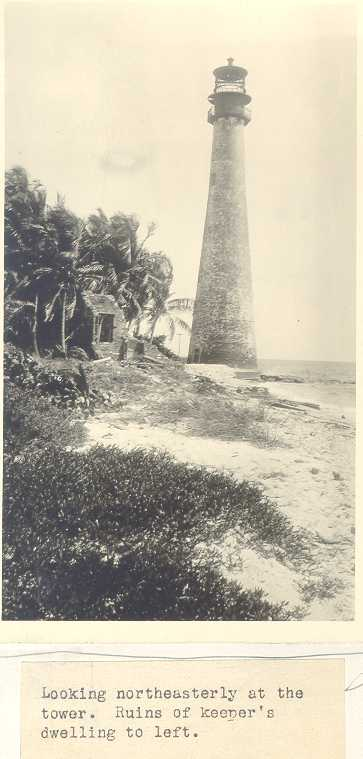
Phare du cap Floride, la plus ancienne construction de Miami, construit en 1825

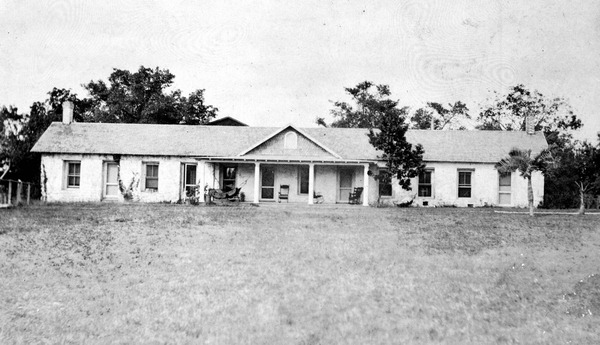
Fort Dallas, construit en 1836

En 1766, Samuel Touchett reçoit du gouvernement britannique quelque 80 km2 de terres dans la région de l’actuelle Miami. Mais celui-ci se montre incapable de développer sa colonie en raison de difficultés financières. Aussi, la première colonie de peuplement blanche est celle de Pedro Fornells, un survivant espagnol de la colonie de New Smyrna Beach. Il retourne finalement au bout de six mois avec sa famille à Saint Augustine en laissant sur place un homme de confiance.
Au début des années 1800 des chercheurs de trésor arrivent des Bahamas et des Keys à la recherche d’épaves gisant dans le grand récif de Floride. Certains se fixent le long de la Miami River. C’est vers la même époque que les Séminoles s’installent, accompagnés d’esclaves noirs en fuite. En 1825, un phare est construit au cap Floride près de la baie de Biscayne. Dans les années 1830, Richard Fitzpatrick acquiert une terre sur la Miami River et devient l’un des principaux notables blancs de la région. Il est à la tête d’une plantation prospère où des esclaves cultivent de la canne à sucre, des bananes, des fruits tropicaux et du maïs. Le fort Dallas est érigé par l’armée américaine sur ses terres, sur la rive nord du cours d’eau.
La région est touchée par la seconde guerre séminole (1835-1842) et le major américain William S. Harney y mène plusieurs attaques contre les Amérindiens. La population civile quitte la région et le conflit est le plus dévastateur de toutes les guerres indiennes : ainsi, le phare de cap Floride est incendié par les Séminoles en 1836 et ne fut reconstruit qu’en 1846. À la fin du conflit, William English[Lequel ?], le neveu de Fitzpatrick, fonde le Village of Miami sur la rive sud du fleuve. En 1844 Miami devient le chef-lieu du comté qui a 96 habitants selon le recensement de 1850. La troisième guerre séminole (1855-1858) est moins grave que la précédente, même si elle ralentit le peuplement du Sud de la Floride. Après le conflit, certains soldats décident de s’installer alors que quelques Séminoles restent dans la région des Everglades située au sud. Néanmoins, le secteur de Miami reste peu peuplé jusqu’à la fin du XIXe siècle. Les quelques familles présentes sont des paysans qui pratiquent une agriculture vivrière sur des terres concédées par le gouvernement américain. William Brickell, connu comme le « père de Miami » (« Father of Miami ») arrive de Cleveland (Ohio) en 1871. Il achète des terres, ouvre un comptoir de commerce et une poste.

## Essor de Miami (années 1890)
Miami commence vraiment son essor dans les dernières années du XIXe siècle sous l’impulsion de Julia Tuttle. Cette femme riche originaire de Cleveland, achète une vaste plantation d’agrumes dans la région, puis s'y installe après le décès en 1886 de son époux Frederick Tuttle. Considérant que Miami a un important potentiel, celle que l'on surnomme aujourd'hui la « Mère de Miami » consacre le reste de sa vie au développement de la ville. Deux vagues de froid touchent le nord de la Floride en 1894 et 1895 et provoquent la destruction des agrumes. Toutes les récoltes sont anéanties sauf celles de Julia Tuttle car la région a été épargnée par le gel. Grâce à l'aide de William Brickell, elle convainc Henry Morrison Flagler de relier Miami à la de chemin de fer (Florida East Coast Railway), qui est achevée le 7 avril 1896. Le 28 juillet 1896 la ville se constitue en municipalité et compte environ 300 habitants. John Reilly est élu premier maire de Miami. Le Royal Palm Hotel, inauguré en janvier 1897, ouvre la région - jusqu'alors surtout vouée à l'agriculture - au tourisme. Les chantiers du chemin de fer et de la ville attirent des ouvriers de toute la Floride, en particulier des travailleurs noirs qui furent relégués dans la partie nord-ouest de la ville, surnommée alors « Colored Town » (aujourd’hui Overtown).

## 1900-1930:The Magic City

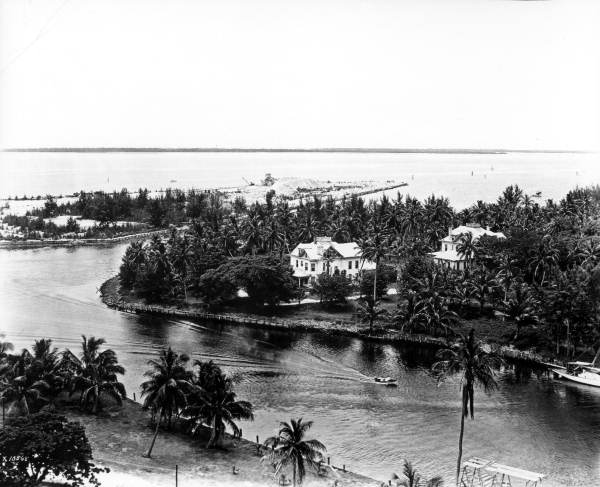
Vue de la Miami River en 1935.

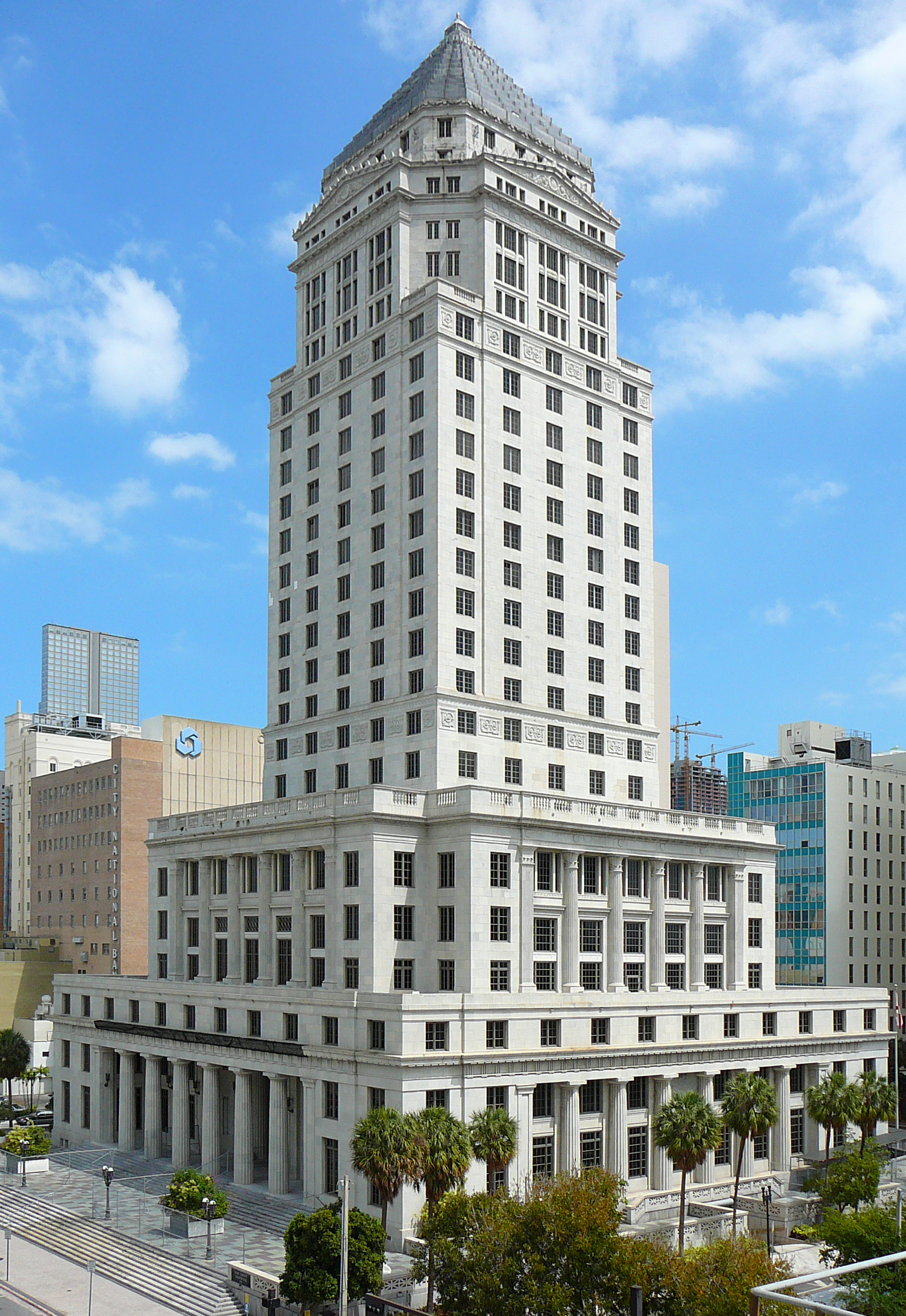
Dade County Courthouse, construite en 1928.

La croissance de Miami dans les premières décennies du XXe siècle fut exceptionnellement rapide : de 1681 habitants en 1900, sa population passe à 29 549 en 1920. Elle est multipliée par deux entre 1920 et 1923. En effet, la ville attire de nombreux Américains et commence à s’étendre sur l’espace rural environnant. Des travaux d’assèchement des marais des Everglades débutent pour gagner des terrains. John S. Collins (en) introduit à Miami Beach la culture de l’avocat en 1910. Il aménage en 1913 un pont en bois qui relie l’île au continent avec l’aide du milliardaire Carl Fisher. Les secteurs de Lemon City, Coconut Grove et Allapattah sont annexés à la ville à l’automne 1925, formant l’agglomération du Grand Miami (Greater Miami area).
Durant les années 1920 la ville autorise les jeux d'argent et ne fait pas appliquer la Prohibition, ce qui accélère l’essor démographique, la population augmentant en quelques années de 30 000 à 200 000 personnes. En janvier 1926, le bateau danois Prinz Valdemar sombre dans le port de Miami et en bloque l’accès pendant plusieurs semaines.
Un cyclone frappe la ville en 1926, provoque des centaines de morts et détruit des milliers de logements : entre 25 000 et 50 000 personnes sont dès lors sans logis. La catastrophe, suivie quelques années plus tard par la Grande Dépression, interrompt le boom de l'immobilier.
Le 15 février 1933, le nouveau président américain Franklin Delano Roosevelt est victime d’une tentative d’assassinat par un anarchiste italien, Giuseppe Zangara. Alors que Roosevelt s’en sort indemne, le maire de Chicago Anton Cermak succombe à ses blessures deux semaines plus tard. Zangara est jugé puis exécuté le 20 mars 1933 à Raiford. Dans le cadre du New Deal, un camp du Civilian Conservation Corps ouvre ses portes près de Miami. Des bâtiments de style Art déco sont construits dans le quartier de Miami Beach à partir du milieu des années 1930.

## Miami dans la Seconde Guerre mondiale

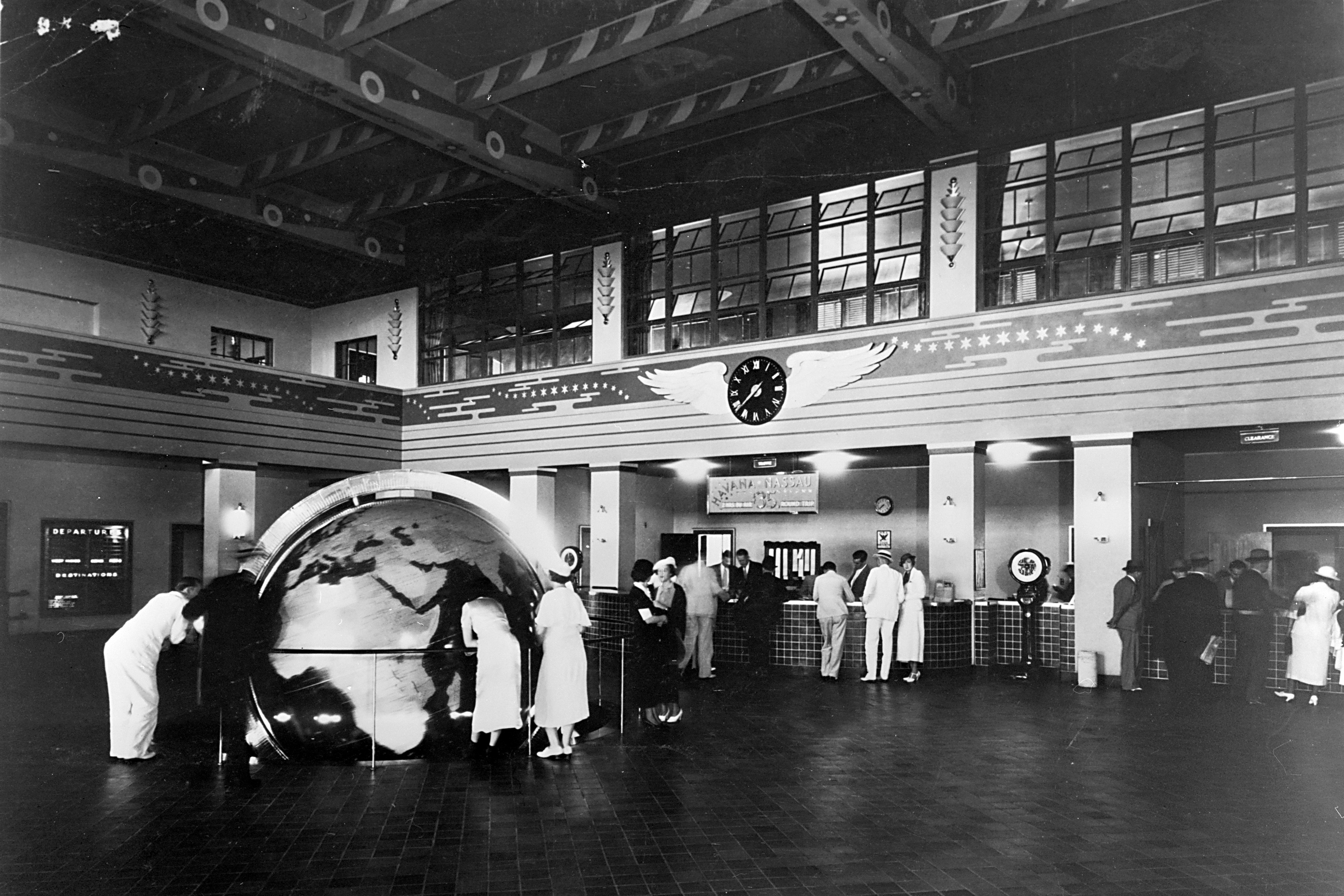
Le terminal de la Pan Am à Dinner Key en 1944

La ville relance rapidement son économie dès la Seconde Guerre mondiale. Sa position géographique lui permet de jouer un rôle important dans la guerre contre les sous-marins allemands. Plusieurs bases militaires, centres de formation et de logistique sont aménagés dans la région de Miami. Les hôtels, les cinémas et terrains de golf sont réquisitionnés pour les besoins de l’armée.
Après la guerre, Miami devint un foyer de la mafia fréquenté par Al Capone et Meyer Lansky.

## Immigration cubaine

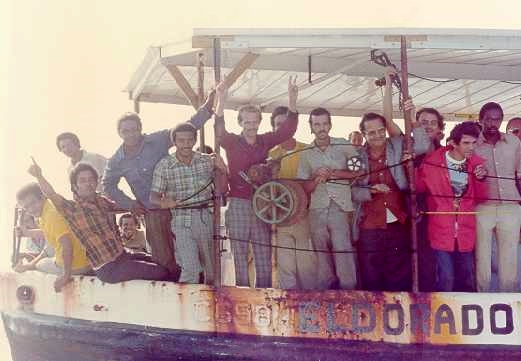
Réfugiés cubains au moment de l'exode de Mariel.

L'arrivée au pouvoir de Fidel Castro à Cuba en 1959 fait affluer en une décennie un demi-million de Cubains en Floride du Sud, dont 250 000 s’installent à Miami. En 1965, 100 000 exilés quittent La Havane pour Miami. Ils s’installent pour la plupart dans le quartier de Riverside que l’on baptisa par la suite Little Havana. Cette arrivée massive concurrence la main-d’œuvre afro-américaine sur le marché du travail et représente un défi pour le système scolaire qui doit enseigner à des enfants hispanophones. La peur d’une troisième guerre mondiale pousse alors de nombreux habitants à quitter la ville ou à aménager des abris nucléaires. En 1985, Xavier Suarez (en) est le premier homme d’origine cubaine à devenir maire de Miami.
Au cours de l’exode de Mariel le 20 avril 1980, près de 150 000 Cubains considérés comme contre-révolutionnaires, fuient le régime de Fidel Castro. Ils embarquent au port de Mariel en direction des côtes de Floride. Contrairement aux précédentes vagues de réfugiés cubains, les Marielitos étaient en général pauvres. D'autres exodes suivent, dont celui des 30 000 balseros (boat people cubains) en août 1994. L’administration de Bill Clinton décide alors d’accueillir les réfugiés dans des camps situés en dehors du territoire américain, à Guantanamo et au Panama. Le 9 septembre 1994, La Havane et Washington décide de normaliser l’immigration : l’accord prévoit l’accueil de 20 000 Cubains par an aux États-Unis en plus du regroupement familial.
Le FBI surveille étroitement la communauté cubaine. Il reste cependant extrêmement complaisant vis-à-vis des activités, y compris illégales, des groupes cubains. Ces groupes étant infiltrés, le FBI est rapidement averti des actions terroristes en préparation, ce qui lui permet de les interrompre. Les terroristes arrêtés sont ensuite relâchés au bout de 24 ou 48 heures. Il n’y a jamais de poursuites judiciaires.
Depuis les années 1980, Miami attire des immigrants d’autres pays des Caraïbes comme les Haïtiens. Le quartier de Little Haiti se trouve autour de Northeast Second Avenue et de la 54e Rue. Aujourd’hui, Miami reste la troisième ville d’immigration des États-Unis derrière New York et Los Angeles.
En même temps que Miami attire de nombreux Hispaniques, les Blancs non hispaniques délaissent le centre ville pour s’installer en banlieue. Ce mouvement de suburbanisation affecte toutes les métropoles américaines après 1945.

## Miami à la fin duXXesiècle
Même si Miami n’est pas considérée comme un foyer majeur de lutte pour les droits civils, elle n’échappe pas aux évolutions qui touchent les Afro-Américains dans les années 1950-1960. En décembre 1979, l’affaire Arthur McDuffie provoque d’importantes émeutes après la relaxe des policiers accusés de l’avoir battu à mort. Les Liberty City Riots durèrent trois jours, firent au moins 18 morts et 850 arrestations. Le montant des dégâts est estimé à 100 millions de dollars.
Depuis les années 1980, Miami est l’un des plus importants centres de redistribution pour la cocaïne venue de Colombie, du Pérou et de Bolivie. L’argent de la drogue est blanchi par l’intermédiaire d’organisations dans l’économie locale. Une vague de criminalité touche la ville au début des années 1990 et les gangs se disputent le contrôle du marché de la drogue. La lutte anti-drogue est le thème principal de la série Deux flics à Miami.
En novembre 1987, Miami reçoit la visite du pape Jean-Paul II qui tient une messe réunissant quelque 150 000 personnes dans le parc Tamiami (en). La reine d’Angleterre Élisabeth II et trois présidents américains viennent dans la ville pendant les années 1980-1990. Une rue de Little Havana est baptisée en l’honneur de Ronald Reagan. Nelson Mandela en visite en 1989, rend hommage aux positions anti-apartheid de Fidel Castro et provoque des tensions entre les communautés cubaine et afro-américaine.
Miami est souvent associée à l'image de la jet-set bling-bling qui la fréquente dans les années 1980-1990 et des soirées devant les immeubles Art déco avec des néons sur Miami Beach.

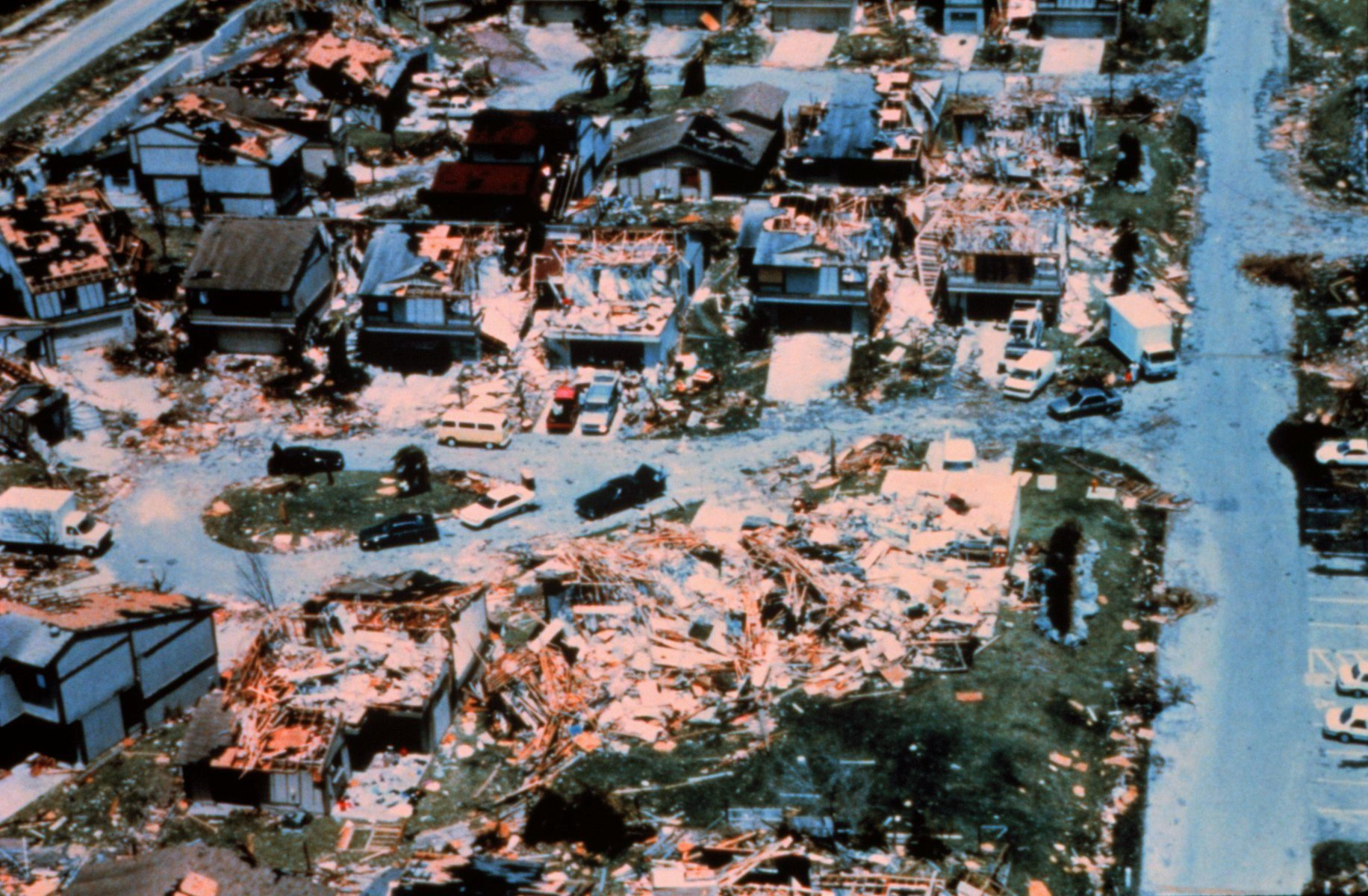
Les dégâts provoqués par l'ouragan Andrew à Homestead.

L’ouragan Andrew cause plus de 20 milliards de dollars de dégâts au sud du comté de Miami-Dade en 1992 : c'est l'une des catastrophes naturelles les plus destructrices que le pays a subies.
La municipalité est secouée par plusieurs scandales financiers qui ruinent les finances publiques. Elle est mise sous tutelle en 1997. La même année, les citoyens rejettent la proposition de fusionner la municipalité et le comté de Dade. La ville sort des difficultés financières avec l’élection de Manny Diaz en 2001.
La fin du XXe siècle est marquée par l’affaire Elián González. Ce jeune Cubain de six ans est recueilli sur les côtes de Floride en 2000. La polémique a fortement enflé et des manifestations sont organisées dans Little Havana. La maison de Miami d'Elián est devenue le lieu d'un immense défilé de médias. Pendant une grande partie de l'été 2000, cette controverse a continué à dominer la presse américaine. La bataille est parvenue jusqu'au Congrès et la Cour suprême des États-Unis a clos l'affaire. Après la rencontre avec son père à Washington, Elián est retourné avec lui le 28 juin 2000 à Cuba, où ils vivent encore aujourd'hui. Le projet de zone de libre-échange des Amériques discuté au cours d’un sommet organisé à Miami en 2003 provoque des manifestations dans les rues de la ville.
Malgré plusieurs épisodes de crise économique et de tensions raciales, ainsi que les problèmes de la corruption et du trafic de stupéfiants, Miami est actuellement en plein développement et attire toujours de nouvelles populations. Elle représente un centre culturel et financier de premier ordre aux États-Unis mais aussi dans le monde latino-américain.

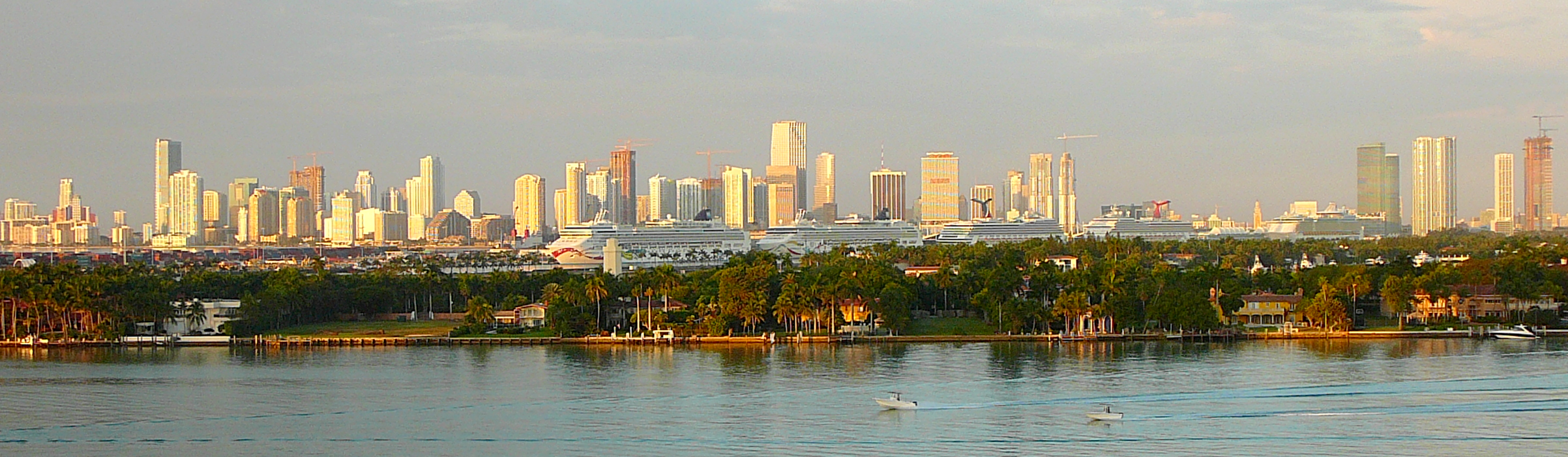
Le panorama urbain de Miami en 2008.

Dans les années 1990, Craig Robins rachète des immeubles de la zone d'entrepôts de Design District et transforme ce quartier en y invitant des artistes et des marques de luxe, participant à redorer l'image de Miami.

## Sources
- (en) Cet article est partiellement ou en totalité issu de l’article de Wikipédia en anglais intitulé « History of Miami » (voir la liste des auteurs).
- (en) Arva Moore Parks, Miami: The Magic City, Miami, Centennial Press, 1991,  (ISBN 0-9629402-2-4)